# 루이스 파비아누
루이스 파비아누(포르투갈어: Luís Fabiano Clemente, 1980년 11월 8일, 브라질 상파울루주 캄피나스 ~ )는 브라질의 전 축구 선수로, 포지션은 공격수이다.

## 국가대표팀

### 2009년 FIFA 컨페더레이션스컵
파비아누는 그 대회에서 5골을 득점하며, 골든슈와 실버볼을 동시에 수상했고, 브라질은 2연패에 성공했다.

### 2010 남아프리카 공화국 월드컵
파비아누는 코트디부아르와의 2차전에서 2골을 넣으면서 3대 1 완승을 이끌고, FIFA가 선정한 공식 맨 오브 더 매치에 선정됐다. 그러나 파비아누가 두번째 골을 넣는 과정에서 핸들링 반칙을 사용한 것이 드러나 논란이 되기도 했다. 파비아누는 이후 칠레와의 16강전에서 두번째 골을 넣고 팀의 3대 0 대승을 이끌었다.

## 수상 경력

#### 상파울루
- 코파 수다메리카나 : 2012
- 토르네이우 리우-상파울루 : 2001

#### 포르투
- 인터콘티넨털컵 : 2004

#### 세비야
- UEFA컵: 2005-06, 2006-07
- UEFA 슈퍼컵: 2006
- 코파 델 레이: 2006-07
- 수페르코파 데 에스파냐: 2007

#### 텐진 취안젠
- 차이나 리그원 : 2016

#### 브라질
- 코파 아메리카: 2004
- FIFA 컨페더레이션스컵 : 2009

### 개인
- 브라질 세리에 A 득점왕: 2002
- 볼라 지 프라타: 2002, 2003
- 플라카르 골든 부트 : 2003
- 캄페우나투 파울리스타 득점왕: 2003
- 코파 리베르타도레스 득점왕: 2004
- 코파 리베르타도레스 올해의 팀 : 2004
- 삼바 골드 : 2009
- 라리가 올해의 팀 : 2007-08
- FIFA 컨페더레이션스컵 득점왕 : 2009
- FIFA 컨페더레이션스컵 실버볼 : 2009
- FIFA 컨페더레이션스컵 대회 베스트 : 2009
- 코파 두 브라실 득점왕 : 2012
- 차이나 리그원 MVP : 2016
- 차이나 리그원 득점왕 : 2016
- IFFHS 21세기 브라질 최다 득점자